# Catharina Michajlovna van Rusland

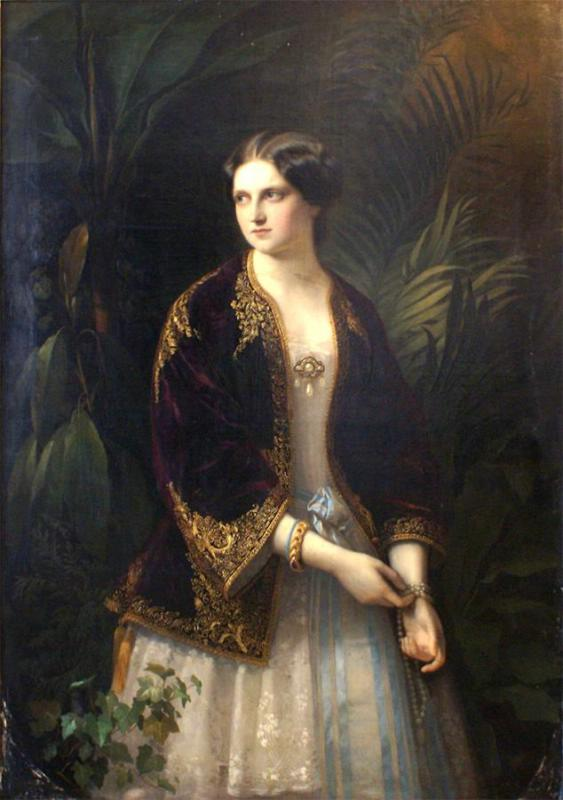
Catharina Michajlovna Romanova

Catharina Michajlovna van Rusland (Russisch: Екатерина Михайловна) (Sint-Petersburg, 28 augustus 1827 — aldaar, 12 mei 1894) was een Russische grootvorstin uit het huis Romanov.
Zij was de derde van vijf dochters van Michaël Pavlovitsj (de jongste zoon van tsaar Paul I) en Elena Paulowna.
Zij trad op 8 februari 1851 in het huwelijk met George August van Mecklenburg-Strelitz, een zoon van George van Mecklenburg-Strelitz en Marie van Hessen-Kassel. Het paar kreeg de volgende kinderen:
- Nicolaas (11 juli 1854), overleed dezelfde dag
- Helene (1857-1936), trouwde met Albert van Saksen-Altenburg
- George Alexander van Mecklenburg-Strelitz (1859-1909), trouwde morganatisch met Natalia Vanljarskaya
- Karel Michael van Mecklenburg-Strelitz (1863-1934), gaf in 1918 zijn - inmiddels theoretische - rechten op de erfopvolging op.